# Карло Кико
Карло Кико (слов. Karol Kiko, Ухровец, 14. децембар 1813 — 6. новембар 1869, Београд) по националности Словак, био је један од лекара пречана из некадашњег Аустријског царства који је у 19. веку живео и радио у Кнежевини Србији. Био је редован члан Краљевског мађарског природословног друштва, лекар у саставу трупа генерала Мора Перцела, учесник у Мађарској револуцији 1848/49, једанаест година физикус Округа књажевачког, лекар београдске општине и војни лекар – хирург Војне болнице у Београду.

## Живот и каријера
Рођен је 1813. године, у словачком градићу Ухровец, који је тада био у саставу Мађарског краљевства, дела Аустријског царства. У родном месту је највероватније похађао основну школу. Студије медицине започео је на Медицинском факултету у Пешти, радећи истовремено као окружни лекар Тренчинског округа, највероватније у звању апсолвент медицине, према писању Ладислава Сивака из 1924. године, који наводи да је те године Кико као окружни лекар Тренчинског округа описао изворе минералних вода бање Белушка слатина. Докторску дисертацију на пештанском Медицинском факултету одбранио је 1845. године.
Након што јер промовисан за доктора медицине, у Будимпешти у истом граду започео приватну лекарску праксу. Као лекар практичар убрзо је изазвао велику пажњу стручне и остале јавности својим магнетичким начином лечења. Исте године (1845), као „суплирајући професор Невристичне Терапије“, држао је предавања у Пешти, на основу сведочанства издатих од стране Краљевског мађарског природословногдруштва.
Као и сви виђенији људи у Будимпешти, који су сматрали то својом обавезом Карло Кико се по избијању Мађарске револуције марта 1848. године, прикључио Мађарској националној гарди. У Гарди је прво био лекар 4. чете IV пештанског батаљона, а затим шеф санитета Хуњади – корпуса (касније 50. Хонведски батаљон) под командом генерала Мора Перцела (1811–1899). Иако је новембра 1848, због сукоба са официрима желео је да да оставку на то место,   на дужности је остао и даље –и јануара и фебруара 1849. године обављао је  дужност шефа Војне болнице у месту Карцаг.
По завршетку Мађарске револуције, од 1851. до 1853. године, био је „Царско-краљевске фамилије лекар спахилука названог Рацкеве и Промонтор“. Град Рацкеве у којем је доктор Кико боравио од 1851. до 1853.године, био је Српски Ковин, или Мали или Доњи Ковин, којег Мађари зову Ráckeve,, односно Српски или Киш-Кеве. Град се налази на око 40 километара јужно од Будимпеште, на Чепелској ади, на левој обали Дунава. Основали су га 1440. године Срби, избегли од турског зу-лума, из Ковина на Дунаву у Банату.

Потом је од 1854. до 1856. обављао више дужности лекара у Српском Ковину, у коме је...по налогу високославне Државе испуњавао и дужности Санитетскога референта код Ковинског растељанства. Према истраживањима проф. др Слободана Николића и доц. др Владимир Живковића са Институт за судску медицину,Универзитет у Београду,...
Три године је доктор Кико провео међу Србима у Српском Ковину, на које је веро-ватно оставио добар утисак, па је он од трговаца „Ковиначки... нарочито... позват“ да буде међу њима још три године, све до 1856. године. Дакле, следеће три године, од 1854. до 1856. године, он је вероватно био позван  од Срба из Српског Ковина да им буде лекар, а не од Срба из Ковина у Банату, тзв. Доњег Ковина.

Године 1858. Карло Кико је Министарству унутрашњих дела Кнежевине Србије  
„упутио из Сремске Митровице, где је тада био приватни лекар“, молбу за пријем у службу у Србији у којој је навео да је од 1851. до 1853. године био„царско-краљевске фамилије лекар спахилука названог Рацкеве и Промонтор“, у коме је од 1854. до 1856. године био „лекар трговаца Ковиначки, од ови нарочито тога ради позват“ и да је „док је у Ковину био, испуњавао...и дужности Полковског и Ротског лекара... и дужности Санитетскога референта код Ковинског растељанства“.
Кикова молба односила се конкретно на место опш тинског лекара у Неготину, за које је, како је написао, „дознао да ће се ускоро установити“.
Решењем министра унутрашњих дела од 28. маја  1858. он је то место добио, али је пре ступања на дужност Министарству упутио нову молбу (6/18. јула 1858), овог пута за место окружног физикуса у Округу гур- гусовачком. Указом кнеза Александра Карађорђевића од 23. jула  1858, постављен је за физикуса Округа гургусовачког, а у дужност је уведен 5/17. ав- густа, након полагања заклетве и потписивања уговора. Тако је Кико, уместо да постане први градски лекар у Неготину, постао први физикус Округа гургусовачког.
У моменту доласка у Кнежевину Србију Карло Кико је највероватније говорио српски језик. Исти је врло брзо савладао радећи са пацијентима Србима шест година у континуитету у Српском Ковину (званог и Рацкеве и Промонтор).
Када је београдска општина остала без свог лекара др Ђорђа Малаћа, који је душевно оболео и убрзо преминуо, за новог општинског лекара 20. децембра 1859. године  изабран је Карло Кико.
Преминуо је 6. новембра 1869. године у Београду, после „краће болести“.

## Дело
У млађим годинама Карло Кико се бавио алтернативним начинима лечења, истраживањем лековитог биља и минералних вода, настојећи да као окружни лекар Тренчинског округа „скрене пажњу јавности на занемарено природно богатсво Тренчинског краја”.
Бавећи се приватном праксом, у лечењу болесника примењивао је и магнетотерапију, којом је након извсеног времена изазвао пажњу у медицинским круговима и у јавности, оног времена.
Сазнавши за ову врсту терапије др Пала Бугата (Bugát Pál, 1793–1865), оснивач и председник Краљевског мађарског природословног друштва, позвао га је да на ту тему на састанку Друштва 21. октобра 1845. године, којем је присуствовао као гост, прочитао свој есеј о магнетотерапији и месмеризму и приказао два болесника која је тим начинима лечио.
У Београду је Карло Кико  обављао  је јавну службу у граду ...лечење грађана, вакцинација, послови санитетске полиције, сузбијање надрилекарства и др.) која је иначе била у надлежности градског лекара – физикуса Управе вароши Београда.
Поред мањих хируршких интервенција као што је „пуштање крви“, понекад су вршене и неке веће операције – Кико наводи... да је у јулу 1860. извршио... операцију код болесника са експлозивним повредама шаке, а да је у новембру исте године извршио „три знатне операције“.